# Districtul Khao Wong
Khao Wong (în thailandeză เขาวง) este un district (Amphoe) din provincia Kalasin, Thailanda, cu o populație de 35.130 de locuitori și o suprafață de 205,1 km².

## Componență
Districtul este subdivizat în six subdistricte (tambon), care sunt subdivizate în 59 de sate (muban).
| Nr. | Nume             | În thailandeză | Sate | Locuitori |  |
| --- | ---------------- | -------------- | ---- | --------- |  |
| 1.  | Khum Kao         | คุ้มเก่า          | 13   | 9,137     |  |
| 2.  | Song Plueai      | สงเปลือย        | 12   | 7,271     |  |
| 3.  | Nong Phue        | หนองผือ         | 10   | 5,884     |  |
| 6.  | Kut Sim Khum Mai | กุดสิมคุ้มใหม่      | 12   | 6,808     |  |
| 8.  | Saphang Thong    | สระพังทอง       | 7    | 2,924     |  |
| 11. | Kut Pla Khao     | กุดปลาค้าว       | 5    | 3,106     |  |